# 大沙街道
大沙街道，是中华人民共和国广东省广州市黄埔区下辖的一个乡镇级行政单位。

## 行政区划
大沙街道下辖以下地区：
大沙东社区、泰景社区、横沙社区和姬堂社区。

## 交通

### 地铁
- █5号线：大沙东站
- █7号线：大沙东站、姬堂站、加庄站

## 医疗机构
- 广州医科大学附属第五医院
- 广州市黄埔区大沙街道社区卫生服务中心